# Isomma
Isomma es un género de libélula de la familia Gomphidae.

## Especies
Este género contienen las siguientes especies:
- Isomma hieroglyphicum